# Mehrenstetten

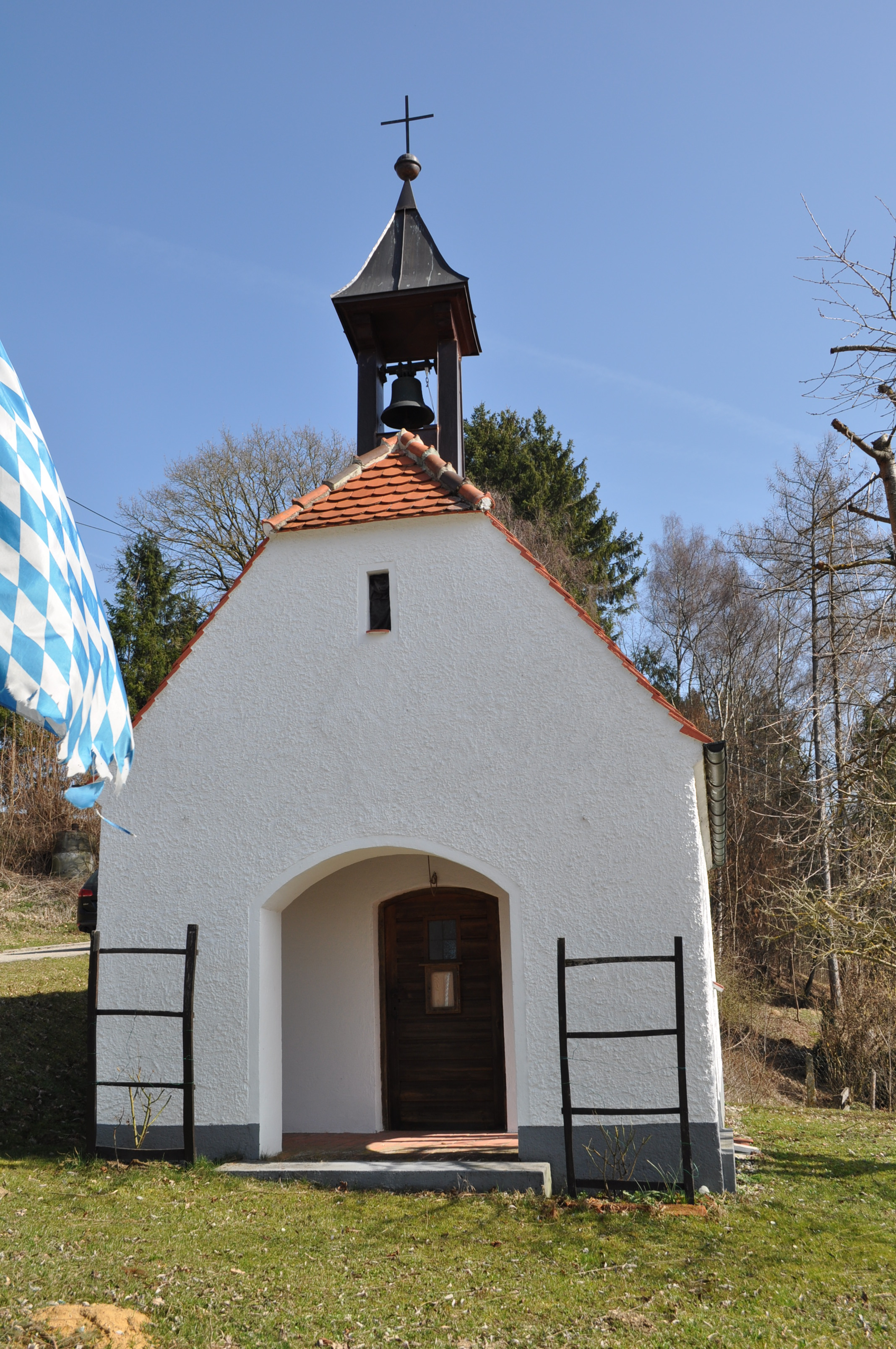
Kapelle in Mehrenstetten

Mehrenstetten ist ein Ortsteil von Haldenwang, einer Gemeinde im schwäbischen Landkreis Günzburg (Bayern). Der Weiler wurde als Ortsteil von Konzenberg zum 1. Mai 1978 in die Gemeinde Haldenwang eingegliedert.

## Geschichte
Der Ort war ein Lehen der Markgrafschaft Burgau. Zwei der ursprünglich drei Höfe gehörten zur Herrschaft Landensberg. 
Ursprünglich war Mehrenstetten nach Waldkirch eingepfarrt. Im Jahr 1831 wurde es der Pfarrkuratie Konzenberg zugeteilt.
Am 1. Januar 2018 hatte der Ort 18 Einwohner.

## Sehenswürdigkeiten
Siehe auch: Liste der Baudenkmäler in Mehrenstetten
- Katholische Kapelle St. Anna, erbaut 1876